# Grove (Oklahoma)
Grove – miasto w Stanach Zjednoczonych, w stanie Oklahoma, w hrabstwie Delaware.